# 2023–2024-es olasz női labdarúgó-bajnokság (első osztály)
A 2023–2024-es olasz női labdarúgó-bajnokság első osztálya (hivatalos nevén: Serie A Femminile eBay) az olasz női labdarúgó-bajnokság 57. szezonja.
Az Olasz Labdarúgó-szövetség hivatalos bejelentése alapján a 2023–2024-es szezont az eBay vállalattal közös partnerségben rendezték meg.
A kiírás formátuma nem változott az előző szezonhoz képest és ismét két szakaszban bonyolították le a pontvadászatot. Az első szakaszban 18 mérkőzést játszik a 10 résztvevő, majd a felsőházba rangsorolt 5 csapat a bajnoki címért, az alsóházban rekedt 5 együttes pedig a bennmaradásért küzd tovább, ugyancsak egy hazai és egy idegenbeli mérkőzésen csoportjuk ellenfeleivel.
Az Roma megvédte előző évi bajnoki címét.

## A bajnokság csapatai

### Csapatváltozások
| Feljutott az első osztályba | Kiesett a másodosztályba |
| --------------------------- | ------------------------ |
| Napoli                      | Parma                    |

### Csapatok adatai
| Klub           | Település         | Stadion                            | Férőhely | Vezetőedző             | 2022–23-as helyezés |
| -------------- | ----------------- | ---------------------------------- | -------- | ---------------------- | ------------------- |
| Como           | Como              | Stadio Ferruccio                   | 3 700    | Marco Bruzzano         | 7.                  |
| Fiorentina     | Firenze           | Stadio Pietro Torrini              | 850      | Sebastián de la Fuente | 4.                  |
| Internazionale | Milánó            | Centro Sportivo Giacinto Facchetti | 3 000    | Rita Guarino           | 5.                  |
| Juventus       | Torino            | Juventus Training Center           | 400      | Joe Montemurro         | 2.                  |
| Milan          | Milánó            | Centro Sportivo Vismara            | 1 200    | Davide Corti           | 3.                  |
| Napoli         | Nápoly            | Stadio Giuseppe Piccolo            | 4 000    | Biagio Seno            | 1. Serie B          |
| Pomigliano     | Pomigliano d’Arco | Stadio Ugo Gobbato                 | 2 000    | Alessandro Caruso      | 9.                  |
| Roma           | Róma              | Stadio Tre Fontane                 | 3 000    | Alessandro Spugna      | 1.                  |
| Sampdoria      | Genova            | Campo Sportivo Tre Campanili       | 500      | Salvatore Mango        | 8.                  |
| Sassuolo       | Sassuolo          | Stadio Enzo Ricci                  | 4 000    | Gianpiero Piovani      | 6.                  |

### Vezetőedző váltások
| Csapat     | Távozó edző                   | Ok               | Dátum               | Poz. | Érkező edző                   | Dátum               |
| ---------- | ----------------------------- | ---------------- | ------------------- | ---- | ----------------------------- | ------------------- |
| Como       | Marco Bruzzano                | elbocsátás       | 2024. március 29.   | 7.   | Stefano Maccoppi              | 2024. március 29.   |
| Juventus   | Joe Montemurro                | elbocsátás       | 2024. március 6.    | 2.   | Giuseppe Zappella (megbízott) | 2024. március 6.    |
| Juventus   | Giuseppe Zappella (megbízott) | megbízás vége    | 2024. május 22.     | 2.   | Massimiliano Canzi            | 2024. május 22.     |
| Milan      | Maurizio Ganz                 | elbocsátás       | 2023. november 21.  | 6.   | Davide Corti                  | 2023. november 21.  |
| Pomigliano | Carlo Sanchez                 | közös megegyezés | 2023. június 30.    | –    | Sossio Finestra               | 2023. július 12.    |
| Pomigliano | Sossio Finestra               | közös megegyezés | 2023. szeptember 8. | –    | Antonio Contreras             | 2022. szeptember 8. |
| Pomigliano | Antonio Contreras             | közös megegyezés | 2023. november 10.  | 9.   | Alessandro Caruso             | 2023. november 10.  |
| Pomigliano | Alessandro Caruso             | lemondás         | 2024. február 14.   | 9.   | Roberto Carannante            | 2024. február 14.   |
| Sampdoria  | Salvatore Mango               | elbocsátás       | 2024. április 4.    | 8.   | Gian Loris Rossi              | 2024. április 4.    |

## Tabella
| Hely. | Csapat         | M  | Gy | D | V  | G+ | G– | Gk  | P  | Megjegyzés |
| ----- | -------------- | -- | -- | - | -- | -- | -- | --- | -- | ---------- |
| 1.    | Roma CV        | 18 | 17 | 0 | 1  | 51 | 11 | +40 | 51 | Felsőház   |
| 2.    | Juventus KGY   | 18 | 14 | 1 | 3  | 47 | 16 | +31 | 43 | Felsőház   |
| 3.    | Fiorentina     | 18 | 12 | 3 | 3  | 36 | 19 | +17 | 39 | Felsőház   |
| 4.    | Sassuolo       | 18 | 8  | 2 | 8  | 20 | 20 | 0   | 26 | Felsőház   |
| 5.    | Internazionale | 18 | 8  | 2 | 8  | 28 | 29 | −1  | 26 | Felsőház   |
| 6.    | Milan          | 18 | 5  | 6 | 7  | 22 | 22 | 0   | 21 | Alsóház    |
| 7.    | Como           | 18 | 6  | 3 | 9  | 20 | 33 | −13 | 21 | Alsóház    |
| 8.    | Sampdoria      | 18 | 5  | 3 | 10 | 12 | 29 | −17 | 18 | Alsóház    |
| 9.    | Napoli Ú       | 18 | 1  | 3 | 14 | 11 | 36 | −25 | 6  | Alsóház    |
| 10.   | Pomigliano     | 18 | 1  | 3 | 14 | 14 | 46 | −32 | 6  | Alsóház    |

### Helyezések fordulónként
| Csapat ╲ Forduló | 1    | 2  | 3  | 4  | 5  | 6  | 7  | 8  | 9  | 10 | 11 | 12 | 13 | 14 | 15 | 16 | 17 | 18 |   |
| ---------------- | ---- | -- | -- | -- | -- | -- | -- | -- | -- | -- | -- | -- | -- | -- | -- | -- | -- | -- | - |
| Csapat ╲ Forduló | Como | 4  | 6  | 5  | 5  | 5  | 4  | 5  | 5  | 5  | 5  | 5  | 5  | 5  | 6  | 6  | 6  | 7  | 7 |
| Fiorentina       | 5    | 4  | 3  | 3  | 3  | 3  | 3  | 3  | 3  | 3  | 3  | 3  | 3  | 3  | 3  | 3  | 3  | 3  |   |
| Internazionale   | 2    | 3  | 4  | 4  | 4  | 5  | 4  | 4  | 4  | 4  | 4  | 4  | 4  | 4  | 4  | 4  | 4  | 5  |   |
| Juventus         | 3    | 2  | 2  | 2  | 2  | 2  | 2  | 2  | 2  | 2  | 2  | 2  | 2  | 2  | 2  | 2  | 2  | 2  |   |
| Milan            | 9    | 5  | 6  | 6  | 6  | 6  | 6  | 6  | 6  | 6  | 8  | 8  | 8  | 8  | 8  | 8  | 6  | 6  |   |
| Napoli           | 7    | 9  | 9  | 10 | 10 | 10 | 10 | 10 | 10 | 10 | 10 | 10 | 10 | 10 | 10 | 10 | 9  | 9  |   |
| Pomigliano       | 6    | 7  | 8  | 9  | 9  | 9  | 9  | 9  | 9  | 9  | 9  | 9  | 9  | 9  | 9  | 9  | 10 | 10 |   |
| Roma             | 1    | 1  | 1  | 1  | 1  | 1  | 1  | 1  | 1  | 1  | 1  | 1  | 1  | 1  | 1  | 1  | 1  | 1  |   |
| Sampdoria        | 10   | 10 | 10 | 7  | 7  | 7  | 7  | 7  | 8  | 8  | 7  | 7  | 6  | 7  | 7  | 7  | 8  | 8  |   |
| Sassuolo         | 8    | 8  | 7  | 8  | 8  | 8  | 8  | 8  | 7  | 7  | 6  | 6  | 7  | 5  | 5  | 5  | 5  | 4  |   |

## Rájátszás
A csapatok az alapszakaszban szerzett eredményeiket továbbvitték a rájátszásba. 

### Felsőház
| Hely. | Csapat         | M  | Gy | D | V  | G+ | G– | Gk  | P  | Megjegyzés                   |
| ----- | -------------- | -- | -- | - | -- | -- | -- | --- | -- | ---------------------------- |
| 1.    | Roma CV B KGY  | 26 | 23 | 1 | 2  | 74 | 24 | +50 | 70 | Bajnokok Ligája (csoportkör) |
| 2.    | Juventus KGY   | 26 | 19 | 2 | 5  | 65 | 27 | +38 | 59 | Bajnokok Ligája (1. forduló) |
| 3.    | Fiorentina     | 26 | 12 | 6 | 8  | 42 | 40 | +2  | 42 |                              |
| 4.    | Sassuolo       | 26 | 11 | 3 | 12 | 39 | 40 | −1  | 36 |                              |
| 5.    | Internazionale | 26 | 10 | 4 | 12 | 45 | 46 | −1  | 34 |                              |

### Alsóház
| Hely. | Csapat       | M  | Gy | D | V  | G+ | G– | Gk  | P  | Megjegyzés |
| ----- | ------------ | -- | -- | - | -- | -- | -- | --- | -- | ---------- |
| 1.    | Milan        | 26 | 11 | 8 | 7  | 43 | 30 | +13 | 41 |            |
| 2.    | Como         | 26 | 9  | 5 | 12 | 30 | 43 | −13 | 32 |            |
| 3.    | Sampdoria    | 26 | 8  | 4 | 14 | 25 | 42 | −17 | 28 |            |
| 4.    | Napoli Ú O   | 26 | 2  | 7 | 17 | 20 | 48 | −28 | 13 | Osztályozó |
| 5.    | Pomigliano K | 26 | 2  | 6 | 18 | 23 | 65 | −42 | 12 | Serie B    |

## Osztályozó
| 2024. május 22. 16:00 |

| Ternana    | 1–2               | Napoli                         |
| ---------- | ----------------- | ------------------------------ |
| Labate 72' | (0–1) Jegyzőkönyv | Pettenuzzo 32' Di Marino 90+2' |

| Stadio Moreno Gubbiotti Játékvezető: Samuele Andreano |

| 2024. május 26. 16:00 |

| Napoli | 0–0               | Ternana |
| ------ | ----------------- | ------- |
|        | (0–0) Jegyzőkönyv |         |

| Stadio Giuseppe Piccolo Játékvezető: Stefano Milone |

A Napoli együttese 2–1-es összesítéssel nyerte a párharcot és megőrizte élvonalbeli tagságát

## Statisztikák
| A. | R. | Név                      | Csapat                   |
| -- | -- | ------------------------ | ------------------------ |
| 8  | 1  | Verónica Boquete         | Fiorentina               |
| 8  | 3  | Cristiana Girelli        | Juventus                 |
| 8  | –  | Lindsey Thomas           | Juventus                 |
| 7  | –  | Lineth Beerensteyn       | Juventus                 |
| 7  | –  | Michela Catena           | Fiorentina               |
| 7  | 3  | Manuela Giugliano        | Roma                     |
| 7  | –  | Elena Linari             | Roma                     |
| 7  | 6  | Évelyne Viens            | Roma                     |
| 6  | 1  | Michela Cambiaghi        | Internazionale           |
| 6  | 6  | Valentina Giacinti       | Roma                     |
| 6  | –  | Andrea Stašková          | Milan                    |
| 5  | 2  | Arianna Caruso           | Juventus                 |
| 5  | 1  | Julia Grosso             | Juventus                 |
| 5  | 2  | Madelen Janogy           | Fiorentina               |
| 5  | 1  | Kaján Zsanett            | Fiorentina (2), Como (4) |
| 5  | 2  | Loreta Kullashi          | Sassuolo                 |
| 5  | 4  | Lina Magull              | Internazionale           |
| 4  | 2  | Kosovare Asllani         | Milan                    |
| 4  | 4  | Agnese Bonfantini        | Internazionale           |
| 4  | 2  | Elisa del Estal          | Napoli                   |
| 4  | –  | Lucia Di Guglielmo       | Roma                     |
| 4  | 6  | Jennifer Echegini        | Juventus                 |
| 4  | –  | Giada Greggi             | Roma                     |
| 4  | –  | Miriam Longo             | Fiorentina               |
| 4  | 2  | Melania Martinovic       | Como                     |
| 4  | 3  | Daniela Sabatino         | Sassuolo                 |
| 4  | –  | Dominika Škorvánková     | Como                     |
| 4  | –  | Taty                     | Sampdoria                |
| 3  | 2  | Chiara Beccari           | Sassuolo                 |
| 3  | 6  | Lana Clelland            | Sassuolo                 |
| 3  | 3  | Chanté Dompig            | Milan                    |
| 3  | 1  | Laura Feiersinger        | Roma                     |
| 3  | –  | Maëlle Garbino           | Juventus                 |
| 3  | –  | Emilie Haavi             | Roma                     |
| 3  | –  | Dalila Ippólito          | Pomigliano               |
| 3  | –  | Alexandra Jóhannsdóttir  | Fiorentina               |
| 3  | 2  | Kumagai Szaki            | Roma                     |
| 3  | –  | Ana Lucía Martínez       | Pomigliano               |
| 2  | 1  | Barbara Bonansea         | Juventus                 |
| 2  | 2  | Haley Bugeja             | Internazionale           |
| 2  | –  | Alice Corelli            | Napoli                   |
| 2  | –  | Michela Giordano         | Sampdoria                |
| 2  | 1  | Benedetta Glionna        | Roma                     |
| 2  | 4  | Julia Karlernäs          | Como                     |
| 2  | 2  | Emelyne Laurent          | Milan                    |
| 2  | –  | Sofie Junge Pedersen     | Internazionale           |
| 2  | –  | Miriam Picchi            | Como                     |
| 2  | 2  | Elisa Polli              | Internazionale           |
| 2  | –  | Eva Schatzer             | Sampdoria                |
| 2  | 2  | Annamaria Serturini      | Internazionale           |
| 2  | 2  | Oona Sevenius            | Como                     |
| 2  | –  | Martina Tomaselli        | Roma                     |
| 1  | –  | Laura Agard              | Fiorentina               |
| 1  | –  | Gaia Apicella            | Pomigliano               |
| 1  | 2  | Nicole Arcangeli         | Pomigliano               |
| 1  | 1  | Valentina Bergamaschi    | Milan                    |
| 1  | 1  | Lisa Boattin             | Juventus                 |
| 1  | –  | Asia Bragonzi            | Sampdoria                |
| 1  | 3  | Sofia Cantore            | Juventus                 |
| 1  | –  | Norma Cinotti            | Fiorentina               |
| 1  | –  | Csiszár Henrietta        | Internazionale           |
| 1  | 1  | Aurora De Rita           | Sampdoria                |
| 1  | 7  | Tori DellaPeruta         | Sampdoria                |
| 1  | –  | Paola Di Marino          | Napoli                   |
| 1  | 2  | Kamila Dubcová           | Milan                    |
| 1  | 2  | Zhanna Ferrario          | Pomigliano               |
| 1  | –  | Valentina Gallazzi       | Napoli                   |
| 1  | –  | Giulia Giacobbo          | Napoli                   |
| 1  | –  | Christy Grimshaw         | Milan                    |
| 1  | –  | Sara Björk Gunnarsdóttir | Juventus                 |
| 1  | 1  | Pauline Hammarlund       | Fiorentina               |
| 1  | –  | Aryana Harvey            | Pomigliano               |
| 1  | –  | Maja Jelčić              | Internazionale           |
| 1  | –  | Ghoutia Karchouni        | Internazionale           |
| 1  | –  | Zara Kramžar             | Roma                     |
| 1  | –  | Karin Lundin             | Fiorentina               |
| 1  | 1  | Gloria Marinelli         | Milan                    |
| 1  | 1  | Marta Mascarello         | Milan                    |
| 1  | –  | Milica Mijatović         | Fiorentina               |
| 1  | –  | Margherita Monnecchi     | Como                     |
| 1  | –  | Nagy Virág               | Sassuolo                 |
| 1  | –  | Amanda Nildén            | Juventus                 |
| 1  | –  | Violah Nambi             | Pomigliano               |
| 1  | –  | Caroline Pleidrup        | Sassuolo                 |
| 1  | –  | Iris Rabot               | Pomigliano               |
| 1  | –  | Giulia Rizzon            | Como                     |
| 1  | –  | Chiara Robustellini      | Internazionale           |
| 1  | –  | Silvia Rubio             | Milan                    |
| 1  | –  | Cecilia Salvai           | Juventus                 |
| 1  | 1  | Manuela Sciabica         | Sassuolo                 |
| 1  | 1  | Flaminia Simonetti       | Internazionale           |
| 1  | –  | Stefania Tarenzi         | Sampdoria                |
| 1  | –  | Oihane Valdezate         | Roma                     |
| 1  | 1  | Annahita Zamanian        | Sassuolo                 |
| –  | 2  | Sara Baldi               | Sampdoria                |
| –  | 2  | Marija Banušić           | Napoli                   |
| –  | 1  | Gina Chmielinski         | Napoli                   |
| –  | 3  | Evelyn Ijeh              | Milan                    |
| –  | 2  | Paloma Lázaro            | Napoli                   |
| –  | 1  | Chiara Manca             | Pomigliano               |
| –  | 2  | Małgorzata Mesjasz       | Milan                    |
| –  | 1  | Kassandra Missipo        | Sassuolo                 |
| –  | 1  | Minami Moeka             | Roma                     |
| –  | 1  | Valeria Monterubbiano    | Sassuolo                 |
| –  | 1  | Debora Novellino         | Pomigliano               |
| –  | 1  | Paulina Nyström          | Juventus                 |
| –  | 1  | Alayah Pilgrim           | Roma                     |
| –  | 2  | Cecilia Prugna           | Sassuolo                 |
| –  | 2  | Emma Severini            | Fiorentina               |
| –  | 1  | Angelica Soffia          | Milan                    |
| –  | 2  | Marianela Szymanowski    | Pomigliano               |
| –  | 2  | Sanne Troelsgaard        | Roma                     |
| –  | 2  | Valery Vigilucci         | Milan                    |

| A. | R. | Név                 | Csapat         |
| -- | -- | ------------------- | -------------- |
| 2  | –  | Lisa Alborghetti    | Internazionale |
| 1  | –  | Martina Di Bari     | Napoli         |
| 1  | –  | Fördős Beatrix      | Internazionale |
| 1  | –  | Benedetta Orsi      | Sassuolo       |
| 1  | 1  | Cecilia Re          | Florentia      |
| 1  | –  | Chiara Robustellini | Internazionale |
| –  | 1  | Valentina Gallazzi  | Napoli         |
| –  | 1  | Elena Linari        | Roma           |
| –  | 1  | Julie Piga          | Milan          |
| –  | 1  | Tecla Pettenuzzo    | Napoli         |
| –  | 2  | Iris Rabot          | Pomigliano     |
| –  | 2  | Amanda Tampieri     | Sampdoria      |

| A. | R. | Név                    | Csapat         |
| -- | -- | ---------------------- | -------------- |
| 8  | 1  | Solène Durand          | Sassuolo       |
| 7  | 1  | Pauline Peyraud-Magnin | Juventus       |
| 6  | 2  | Amanda Tampieri        | Sampdoria      |
| 6  | 2  | Camelia Ceasar         | Roma           |
| 4  | –  | Tinja-Riikka Korpela   | Roma           |
| 3  | –  | Doris Bačić            | Napoli         |
| 3  | –  | Rachele Baldi          | Fiorentina     |
| 3  | 1  | Sara Cetinja           | Internazionale |
| 3  | 1  | Maria Korenčiová       | Como           |
| 2  | –  | Emilie Gavillet        | Pomigliano     |
| 2  | 2  | Laura Giuliani         | Milan          |
| 2  | 1  | Katja Schroffenegger   | Fiorentina     |
| 1  | 1  | Roberta Aprile         | Juventus       |
| 1  | –  | Selena Babb            | Milan          |
| 1  | 1  | Beatrice Beretta       | Napoli         |
| 1  | 1  | Francesca Durante      | Internazionale |
| –  | 1  | Stephanie Öhrström     | Roma           |